# Jakub Hlaváček
Jakub Hlaváček (* 4. července 1982) je český bouldrista a bývalý reprezentant ve sportovním lezení, mistr a vicemistr ČR v boulderingu. Vicemistr ČR a vítěz Českého poháru v lezení na obtížnost. V Česku patří mezi nejvyšší závodníky, jeho výška mu občas pomáhá dosáhnout na další chyty v cestách, někdy mu ale neumožňuje naskládat se do krkolomných pozic.

## Výkony a ocenění
- 2001-2017: od roku 2001 se pravidelně účastní mistrovství České republiky v lezení na obtížnost (od 2002 v boulderingu, 1. ročník), získal zde celkem 17 medailí (0/5/3 a 2/5/2), 5 závodů vynechal

### Závodní výsledky
| Mistrovství světa | Mistrovství světa |
| Rok               | 2005              |
| ----------------- | ----------------- |
| Bouldering        | 34                |

| Mistrovství Evropy | Mistrovství Evropy | Mistrovství Evropy | Mistrovství Evropy |
| Rok                | 2000               | 2004               | 2008               |
| ------------------ | ------------------ | ------------------ | ------------------ |
| Obtížnost          | 55-56              | 51                 | 55                 |
| Bouldering         | —                  | 21                 | 42                 |

| Světový pohár      | Světový pohár | Světový pohár          | Světový pohár  | Světový pohár | Světový pohár    | Světový pohár | Světový pohár |
| Rok                | 1999          | 2000                   | 2002           | 2005          | 2007             | 2008          | 2009          |
| ------------------ | ------------- | ---------------------- | -------------- | ------------- | ---------------- | ------------- | ------------- |
| Obtížnost          | 0             | 0                      | 0              | —             | 0                | 0             | 0             |
| jednotlivě (0/0/0) | -,-,-,47-51   | 36-38,-,57,59-60,38-39 | -,-,-,-,-,-,45 | —             | -,-,-,-,-,-,-,42 | -,-,34,-,-,-  | -,36,-,-,-,-  |
|                    |               |                        |                |               |                  |               |               |
| Bouldering         | —             | —                      | —              | 49-50         | 76               | —             | —             |
| jednotlivě (0/0/0) | —             | —                      | —              | 26,40,-,-     | 29,-,-,-,-,-,-   | —             | —             |

- poznámka: nalevo jsou poslední závody v roce

| Mistrovství České republiky | Mistrovství České republiky | Mistrovství České republiky | Mistrovství České republiky | Mistrovství České republiky | Mistrovství České republiky | Mistrovství České republiky | Mistrovství České republiky | Mistrovství České republiky | Mistrovství České republiky | Mistrovství České republiky | Mistrovství České republiky | Mistrovství České republiky | Mistrovství České republiky | Mistrovství České republiky | Mistrovství České republiky | Mistrovství České republiky |
| Rok                         | 2001                        | 2002                        | 2003                        | 2004                        | 2005                        | 2006                        | 2007                        | 2008                        | 2009                        | 2010                        | 2011                        | 2013                        | 2014                        | 2015                        | 2016                        | 2017                        |
| --------------------------- | --------------------------- | --------------------------- | --------------------------- | --------------------------- | --------------------------- | --------------------------- | --------------------------- | --------------------------- | --------------------------- | --------------------------- | --------------------------- | --------------------------- | --------------------------- | --------------------------- | --------------------------- | --------------------------- |
| Obtížnost                   | 2                           | 2                           | 2                           | 4                           | 4                           | 3                           | 2                           | 3                           | 3                           | —                           | 7                           | —                           | —                           | —                           | 2                           | 6                           |
| Bouldering                  | nekonalo se                 | 3                           | 1                           | 7                           | 13                          | 1                           | 5                           | 2                           | 2                           | 8                           | 16                          | 2                           | 2                           | —                           | 5                           | 3                           |

| Český pohár         | Český pohár | Český pohár | Český pohár | Český pohár | Český pohár | Český pohár | Český pohár | Český pohár | Český pohár | Český pohár | Český pohár |
| Rok                 | ??          | 2007        | ??          | 2010        | 2011        | 2012        | 2013        | 2014        | 2015        | 2016        | 2017        |
| ------------------- | ----------- | ----------- | ----------- | ----------- | ----------- | ----------- | ----------- | ----------- | ----------- | ----------- | ----------- |
| Obtížnost           |             |             |             | —           | 1           | 4           | 17          | 19-20       | 16          | 5           | 19          |
| jednotlivě* (x/x/x) |             |             |             | —           | ,7,,        | -,6,-,      | -,-,5,-     | 0,0,0,7     | 0,0,0,6     | ,-,-,5      | 4,-,-,-     |
|                     |             |             |             |             |             |             |             |             |             |             |             |
| Bouldering          |             | 2           |             | 5           | 6           | 5           | 7           | 2           | 7           | 15          | 21          |
| jednotlivě* (x/x/x) |             |             |             | ,7,-        | -,15,,15,4  | ,-,-,9      | 8,-,9,4,11  | -,,         | -,6,4,-,4   | 5,-,-,-,4,- | -,-,,-,-    |

- poznámka: nalevo jsou poslední závody v roce

| Mistrovství světa juniorů | Mistrovství světa juniorů | Mistrovství světa juniorů | Mistrovství světa juniorů | Mistrovství světa juniorů |
| Rok                       | 1997 kat. B               | 1999 kat. A               | 2000 junioři              | 2001 junioři              |
| ------------------------- | ------------------------- | ------------------------- | ------------------------- | ------------------------- |
| Obtížnost                 | 13                        | 8                         | 12                        | 26                        |

| Evropský pohár juniorů | Evropský pohár juniorů | Evropský pohár juniorů | Evropský pohár juniorů | Evropský pohár juniorů | Evropský pohár juniorů | Evropský pohár juniorů |
| Rok                    | 1996 kat. B            | 1997 kat. B            | 1998 kat. A            | 1999 kat. A            | 2000 junioři           | 2001 junioři           |
| ---------------------- | ---------------------- | ---------------------- | ---------------------- | ---------------------- | ---------------------- | ---------------------- |
| Obtížnost              | 12                     | 5                      | 11-12                  | 8                      | 4                      | 32-33                  |
| jednotlivě* (0/1/1)    | 4,-,9,-,21             | -,6,5-6,,4             | 14-20,9,20,12          | 5,8-10,9,10            | 4,,10                  | -,-,-,9,-,-            |

- poznámka: nalevo jsou poslední závody v roce